# Verlag der 9 Reiche
Der Verlag der 9 Reiche ist ein vor allem auf Lyrik spezialisierter deutscher Independent-Verlag mit Sitz in Berlin.

## Geschichte und Programm
2014 wurde Antiquariat und Verlag der 9 Reiche gegründet, verlegte Bücher sind ab 1. Januar 2021 erschienen.
Erstes verlegtes Buch war der am 1. Januar 2021 verlegte Jahres-Dokumentationsband des Jahres 2020 vom Autorenkreis Plesse. Dieser Kreis aus gleichgesinnten Literaten hatte sich vor 45 Jahren zusammengefunden, wurde auf der Burg Plesse in Bovenden bei Göttingen u. a. von Carl Heinz Kurz gegründet. Seit diesem Band erscheint jeder Folgeband im Verlag der 9 Reiche. Herausgeber dieser als Mitglieder-Anthologie erstellten Bände ist der Vorsitzende des Autorenkreises, Harald Gröhler.
Der hauptsächliche Schwerpunkt des Verlags liegt auf der Lyrikreihe Lyrik-Edition NEUN. Herausgeber sind Steffen Marciniak und seit 2022 Patrick Hattenberg. Die Reihe stellt stets einen neuen Dichter mit Gedichten auf 32 Seiten vor. Ursprünglich gegründet, um mit einem Buch die Preisträger des Hanns-Meinke-Preises zu ehren, hat sie sich dann vielen weiteren Autoren zugewendet. Unter diesen befinden sich bekannte Namen in der Lyrikszene. Der Verlag macht sich gleichfalls verdient um die Förderung von Debütanten wie z. B. der mehrfachen Preisträgerin Carmen Jaud. Es gibt einen besonders großen Anteil queerer Literatur in der Reihe. Außerdem macht der Verlag auch klassische Autoren des 20. Jahrhunderts wieder sichtbar, die zu den beinahe Vergessenen zählen, wie Albert H. Rausch (d. i. Henry Benrath), Bernhard Graf von Uxkull-Gyllenband und Hanns Meinke.
Jeder Band ist mit Linolschnitten des Dresdner Künstlers Steffen Büchner versehen. Zu der broschiert erscheinenden nummerierten und von den Autoren signierten Normalausgabe tritt eine auf 9 Bände limitierte, nummerierte und signierte Vorzugsausgabe in Hardcover mit einer Original-Grafik von Steffen Büchner.
Seit 2024 gibt es eine weitere Reihe Literatur im Quadrat. Diese Bücher erscheinen als Hardcover, sind ebenfalls signiert und offen für mehrere Sparten der Literatur: Lyrik, Kurzprosa, Aphorismen. Sie sind von unterschiedlichen Künstlern illustriert. Illustratoren im Verlag sind Steffen Büchner, Xago und Eva-Maria Nerling.

## Autoren (Auswahl)
Zu den Autoren des Verlages zählen unter anderen:
- Pètrus Akkordéon
- Thomas Böhme
- Bisera Boškailo
- Michael Georg Bregel
- Christian Dörr
- Ingo Cesaro
- Max Drushinin
- Jürgen Egyptien
- Edit Engelmann
- Wolfgang Fehse
- Giorgis Fotopoulos
- Frederike Frei
- Ulrich Grasnick
- Harald Gröhler
- Patrick Hattenberg
- Christine Kahlau
- Marco Kerler
- Dorothee Krämer
- Tamara Labas
- Thomas Luthardt
- Salean A. Maiwald
- Steffen Marciniak
- Maurizio Piro
- Thomas Rackwitz
- Albert H. Rausch
- Anselm Retzlaff
- Şafak Sarıçiçek
- Patrick Schild
- Martin A. Völker
- Florian Wolf-Roskosch
- Gabriel Wolkenfeld

## Hanns-Meinke-Preis für junge Lyrik
2019 initiierten Steffen Marciniak und der Verlag der 9 Reiche den Hanns-Meinke-Preis für junge Lyrik, benannt nach dem in Strasburg in der Uckermark geborenen Dichter des Charon-Kreises Hanns Meinke.
Der Preis will den lyrischen Nachwuchs fördern. Mitausgeber des Preises waren bzw. sind das Musik- und Kulturfestival Uckermark (2019 bis 2022) und der Verein „Lyrik lebt e.V.“ (ab 2023).
Erster Schirmherr und Juryvorsitzender war Rolf Hochhuth, weitere Juroren u. a. der Künstler Reinhart Hevicke, der zweite Schirmherr des Preises Harald Gröhler, die Literaturwissenschaftler Prof. Dr. Bisera Boškailo und Ralf Gnosa, die Autoren Dr. Slavica Klimkowsky, Christine Kahlau und Renate Maria Riehemann sowie in den Jahren nach ihrem Gewinn auch frühere Preisträger.
Preisträger:
- 2019: Max Drushinin[7]
- 2020: Anselm Retzlaff[8]
- 2021: Gabriel Wolkenfeld[9]
- 2022: Patrick Hattenberg[10]
- 2023: Şafak Sarıçiçek[11]
- 2024: Patrick Schild[12]
- 2025: Maurizio Piro[13]